# Міріам Сілла
Міріам Фатіме Сілла (італ. Myriam Fatime Sylla; 8 січня 1995, Палермо) — італійська волейболістка, догравальний. Олімпійська чемпіонка 2024 року, чемпіонка Європи і переможниця Ліги націй. Учасниця Олімпійських ігор у Ріо-де-Жанейро і Токіо.

## Клуби
| Роки      | Команди                           |
| --------- | --------------------------------- |
| 2012–2013 | «Асистел Карнагі» (Вілла-Кортезе) |
| 2013–2018 | «Фоппапедретті» (Бергамо)         |
| 2018–2022 | «Імоко» (Конельяно)               |
| 2022–     | «Веро Воллей» (Монца)             |

## Досягнення
У збірній
Олімпійські ігри
- Перше місце (1): 2024

Чемпіонат світу
- Друге місце (1): 2018
- Третє місце (1): 2022

Ліга націй
- Перше місце (2): 2022, 2024

Чемпіонат Європи
- Перше місце (1): 2021
- Третє місце (1): 2019

Особисті досягнення
- Чемпіонат світу 2018: Найкращий догравальний (разом з Чжу Тін).
- Чемпіонат Європи 2019: Найкращий догравальний (разом з Бранкицею Михайлович).
- Чемпіонат Європи 2021: Найкращий догравальний (разом з Єленою П'єтріні[en]).
- Чемпіонат світу 2022: Найкращий догравальний (разом з Габрієлою Гімарайнш).
- Ліга націй 2024: Найкращий догравальний (разом з Саріною Когою[en]).
- Літні Олімпійські ігри 2024: Найкращий догравальний (разом з Габрієлою Гімарайнш).

У клубах
Ліга чемпіонів ЄКВ
- Перше місце (1): 2021
- Друге місце (3): 2019, 2022, 2024

Клубний чемпіонат світу
- Перше місце (1): 2019

Чемпіонат Італії
- Перше місце (3): 2019, 2021, 2022

Кубок Італії
- Перше місце (4): 2016, 2020, 2021, 2022

Суперкубок Італії
- Перше місце (4): 2018, 2019, 2020, 2021

## Статистика
Статистика на літніх Олімпійських іграх:
| Рік    | Турнір           | Ігри | Сети | Очки | Ср.  | Місце | Примітки |
| ------ | ---------------- | ---- | ---- | ---- | ---- | ----- | -------- |
| 2016   | Олімпійські ігри | 5    | 11   | 28   | 2,55 | 9     |          |
| 2021   | Олімпійські ігри | 5    | 12   | 19   | 1,58 | 6     |          |
| 2024   | Олімпійські ігри | 6    | 19   | 60   | 3,16 | 1     |          |
| Всього |                  |      |      |      |      |       |          |

## Галерея

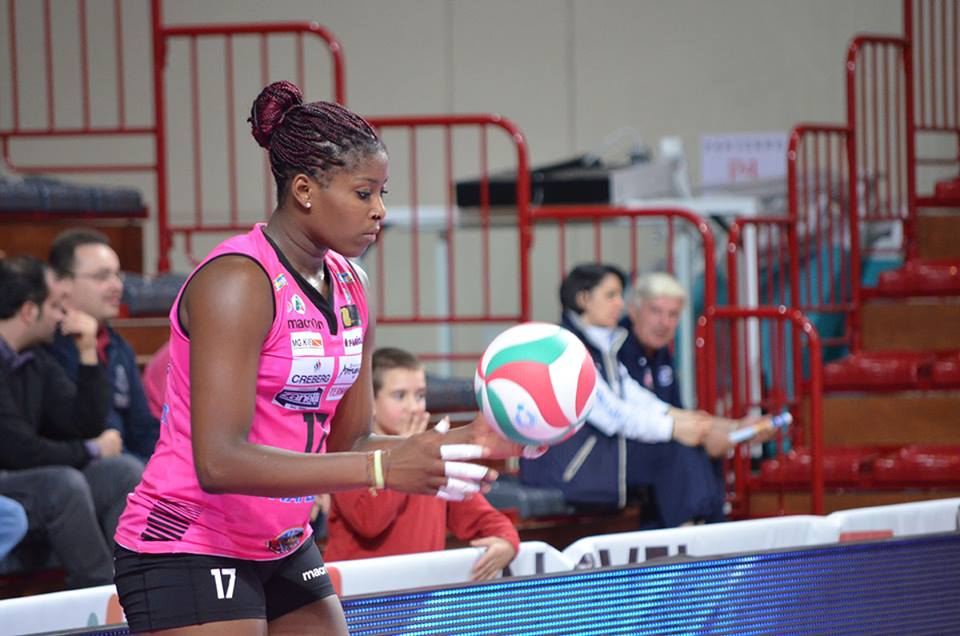
2013 рік.
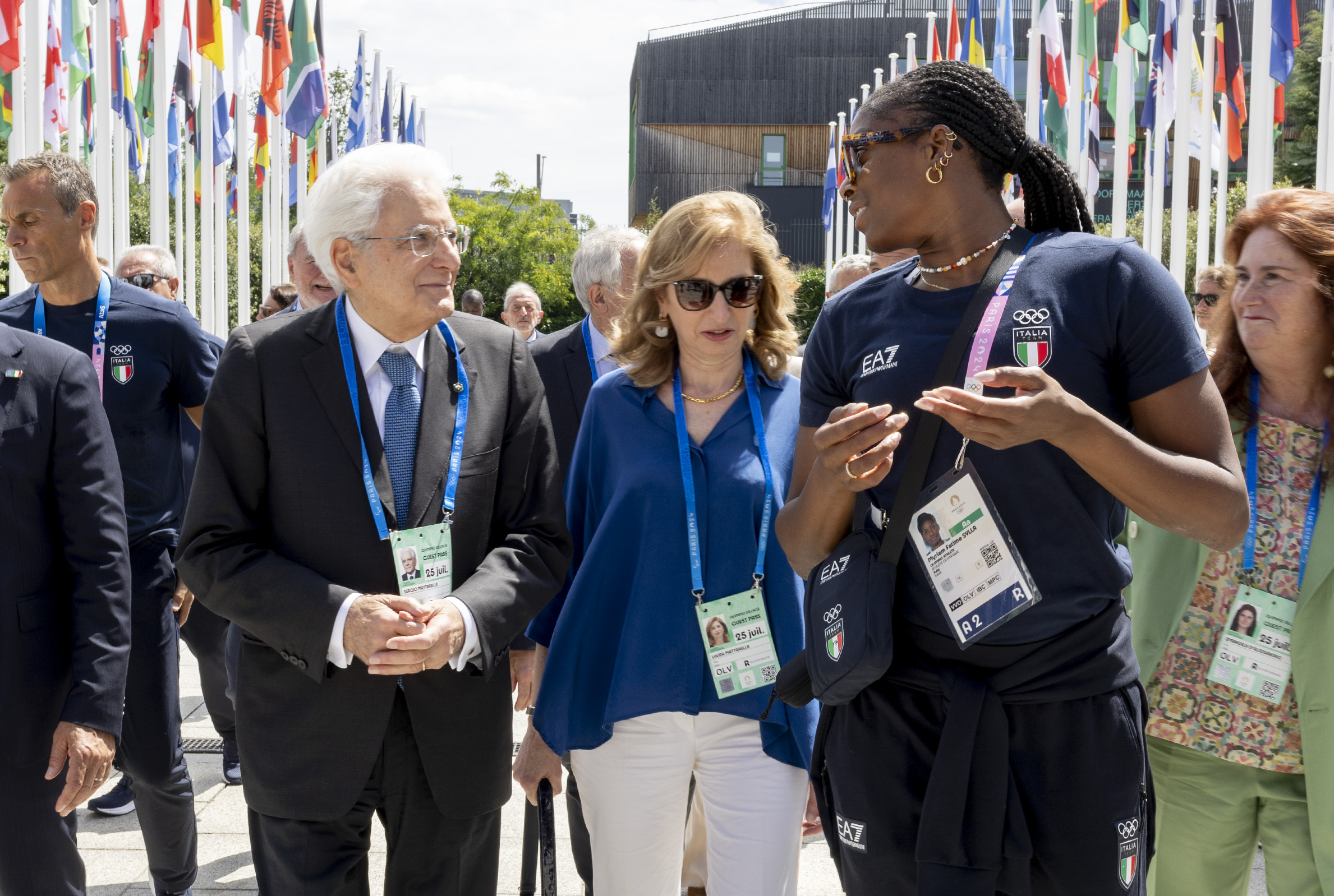
На зустрічі спортсменів з Президентом Італії Серджо Маттареллою.